# Okoč
Okoč (in ungherese Ekecs) è un comune della Slovacchia facente parte del distretto di Dunajská Streda, nella regione di Trnava.